# Parque arqueológico de Pumapungo

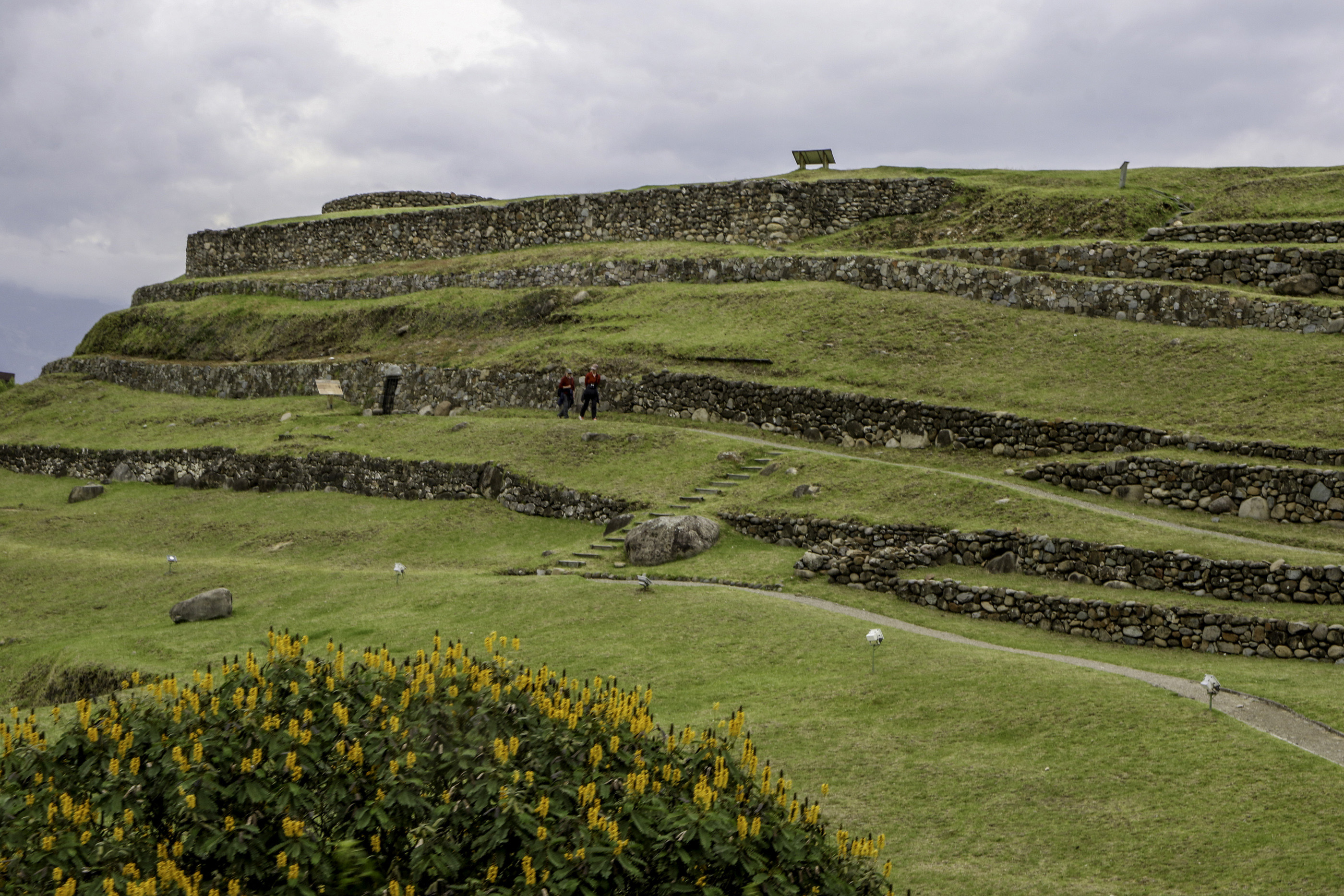

El Parque arqueológico de Pumapungo es un sitio arqueológico inca, ubicado en Cuenca. Abarca unas 4 hectáreas.
Fue ocupado por los Cañaris hasta la conquista de Túpac Yupanqui. Luego lo ocuparon los incas hasta la colonización española. Con la llegada de los incas se convirtió en un fuerte militar. Pumapungo fue destruido antes de la llegada de los españoles debido a la guerra civil incaica.
Pumapungo constituiría parte de Tomebamba. Los materiales de construcción utilizados son en su mayoría rocas volcánicas.